# José Siro González Bacallao
José Siro González Bacallao (ur. 9 grudnia 1930 w Candelaria, zm. 19 lipca 2021 w Mantui) – kubański duchowny rzymskokatolicki, w latach 1982-2006 biskup Pinar del Rio.

## Życiorys
Święcenia kapłańskie przyjął 28 lutego 1954. 30 marca 1982 został prekonizowany biskupem Pinar del Rio. Sakrę biskupią otrzymał 16 maja 1982. 13 grudnia 2006 przeszedł na emeryturę.